# Indult Agatha Christie

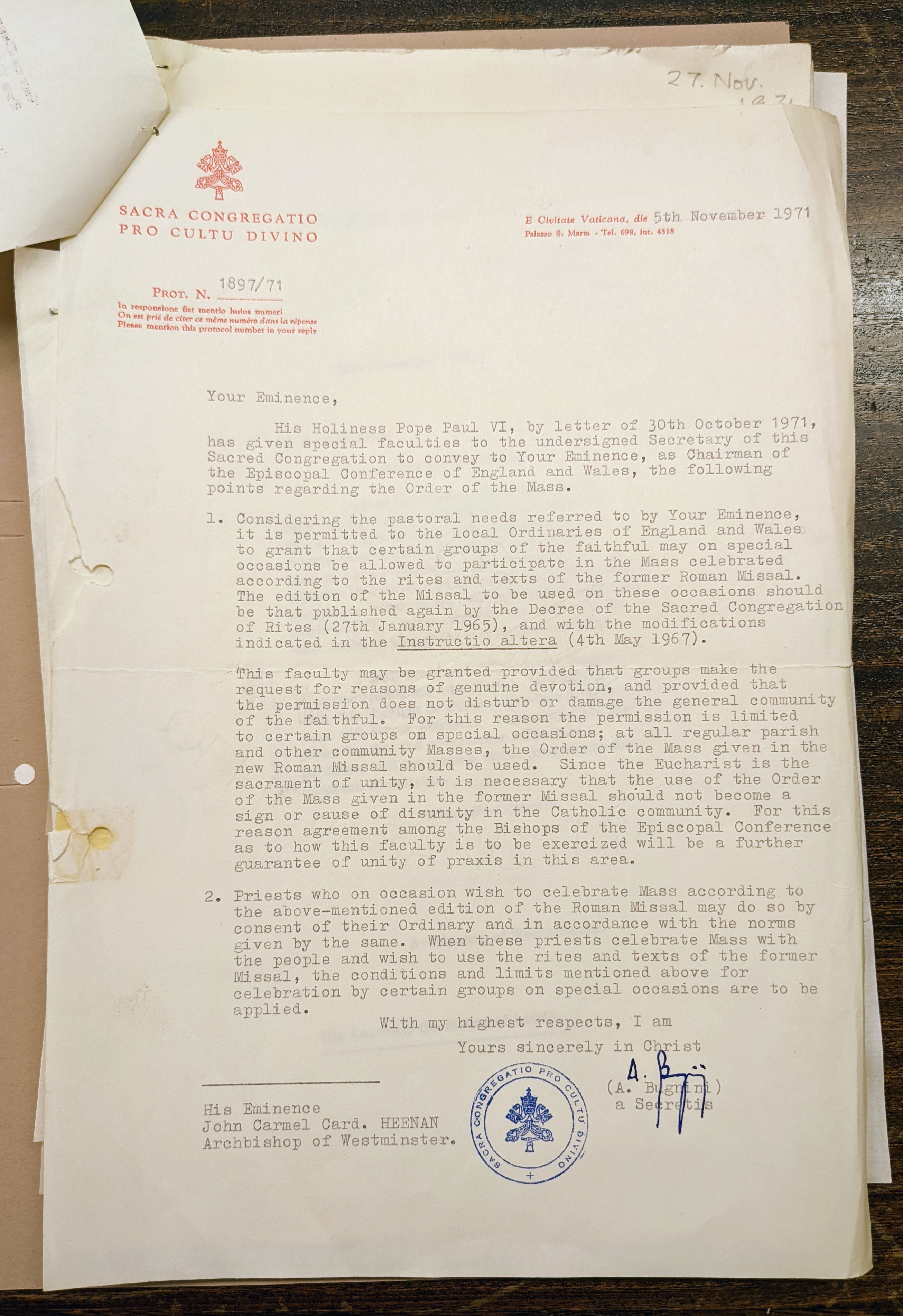
Indult envoyé par Annibale Bugnini, secrétaire de la Congrégation pour le Culte Divin, au cardinal John Heenan pour autoriser la célébration de la messe selon le missel de 1965 en Angleterre et au Pays de Galles.

L'indult Agatha Christie est le nom habituel donné à l'autorisation accordée en 1971 par le pape Paul VI pour l'utilisation de la messe tridentine en Angleterre et au Pays de Galles. Indult est un terme du droit canonique de l'Église catholique faisant référence à une autorisation de faire quelque chose qui serait autrement interdit.

## Historique
À la suite de l'introduction de la messe de Paul VI afin de remplacer l'ancienne liturgie tridentine en 1969-1970, une pétition fut envoyée au pape demandant que la forme tridentine du rite romain soit toujours autorisée pour ceux qui le souhaitaient en Angleterre et au Pays de Galles. Certains catholiques romains anglais avaient un attachement à la messe tridentine, en tant que messe célébrée par les martyrs anglais de la Réforme et par les prêtres dans les années où le catholicisme avait été soumis à des persécutions parfois graves. Cependant, la pétition mettait en avant l'héritage artistique et culturel exceptionnel de la liturgie tridentine, et fut signée par de nombreuses personnalités non catholiques de la société britannique, dont Agatha Christie, Vladimir Ashkenazy, Kenneth Clark, Robert Graves, F. R. Leavis, Cecil Day-Lewis, Nancy Mitford, Iris Murdoch, Yehudi Menuhin, Joan Sutherland et deux évêques anglicans, ceux d'Exeter et de Ripon,,.
Le cardinal John Heenan remit au pape Paul VI cette pétition et demanda à ce que l'utilisation de la messe tridentine soit autorisée. Le 5 novembre 1971, le pape accéda à la demande. Soi-disant, Paul avait lu la lettre et s'était exclamé « Ah Agatha Christie ! » et donc décida d'y accéder, donnant à l'indult son surnom. Entre cette date et l'octroi de l'« indult universel » mondial en 1984, les évêques d'Angleterre et du Pays de Galles ont été autorisés à autoriser la célébration occasionnelle de la messe sous l'ancienne forme, avec les modifications introduites en 1965 et 1967.
L'indult lui-même ne faisait pas référence à la liturgie de 1962, mais aux révisions de 1965, avec l'incorporation des révisions de Tres abhinc annos en 1967.
Organisée par la Société pour la messe en latin en Angleterre et au pays de Galles (Latin Mass Society), une messe de Requiem est célébrée annuellement en la cathédrale de Westminster. Toutefois, en 2023, elle est annulée due aux restrictions introduites en 2021 par le motu proprio Traditionis Custodes,,.
En 2024, une nouvelle lettre est publiée dans le Times pour demander le maintien de la messe en latin à la suite de rumeurs d'interdiction de celle-ci par le pape François. Elle s'inscrit dans la lignée de celle de 1971, et est signée par plus d'une quarantaine de personnalités dont le styliste britannique Paul Smith, l'actrice britannico-nicaraguayenne Bianca Jagger ou encore la soprano néo-zélandaise Kiri Te Kanawa.

## Signataires de l'appel initial
Les signataires de cet appel au pape Paul VI étaient :
- Harold Acton
- Vladimir Ashkenazy
- John Bayler
- Lennox Berkeley
- Maurice Bowra
- Agatha Christie
- Kenneth Clark
- Nevill Coghill
- Cyril Connolly
- Colin Davis
- Hugh Delargy
- Robert Exeter
- Miles Fitzalan-Howard
- Constantine Fitzgibbon
- William Glock
- Magdalen Gofflin
- Robert Graves
- Graham Greene
- Ian Greenless
- Joseph Grimond
- Harman Grisewood
- Colin Hardie
- Rupert Hart-Davis
- Barbara Hepworth
- Auberon Herbert
- John Jolliffe
- David Jones
- Osbert Lancaster
- F. R. Leavis
- Cecil Day-Lewis
- Compton Mackenzie
- George Malcolm
- Max Mallowan
- Alfred Marnau
- Yehudi Menuhin
- Nancy Mitford
- Raymond Mortimer
- Malcolm Muggeridge
- Iris Murdoch
- John Murray
- Seán O'Faolain
- E. J. Oliver
- Julian Asquith
- William Plomer
- Kathleen Raine
- William Rees-Mogg
- Ralph Richardson
- John Ripon (en)
- Charles Russell
- Rivers Scott
- Joan Sutherland
- Philip Toynbee
- Martin Turnell
- Bernard Wall[11]
- Patrick Wall
- E. I. Watkin
- R. C. Zaehner